# Universidad de Tokyo Kasei
La Universidad Kasei de Tokio (東京家政大学 Tōkyō kasei daigaku?) es una universidad privada en Itabashi, Tokio, Japón, establecida en 1949. La escuela predecesora fue fundada en 1881.
La Universidad Kasei de Tokio es una universidad para mujeres, con un enfoque en la educación en los campos de economía doméstica, humanidades, enfermería y desarrollo infantil.

## Historia

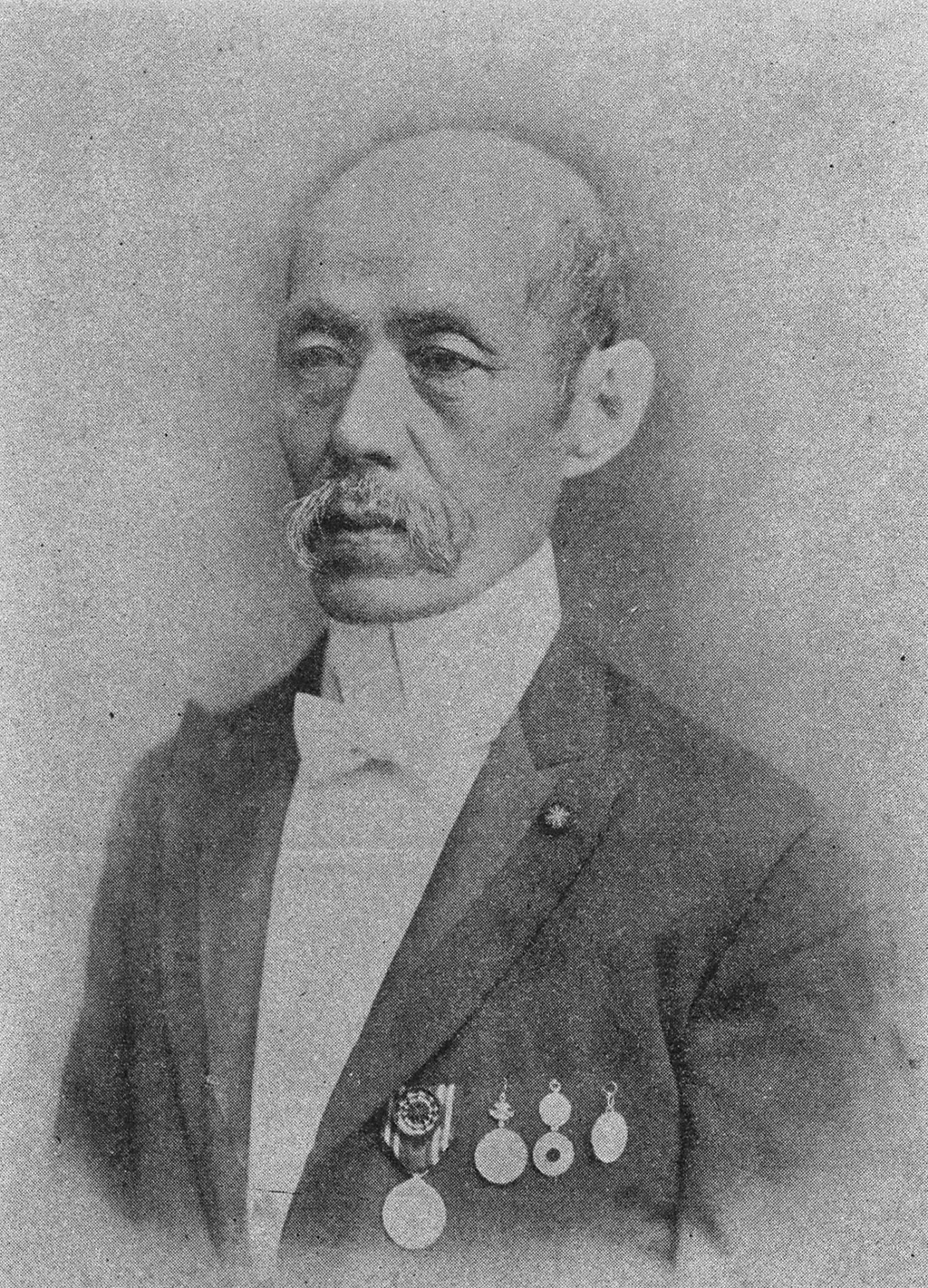
Watanabe Tatsugoro

La Universidad Kasei de Tokio fue fundada durante la Era Meiji por Tatsugoro Watanabe, un educador nacido en la prefectura de Chiba, Japón. La universidad comenzó como una escuela de costura llamada Wayo Saihou Denshujo (La Escuela de Técnicas de Costureras Japonesas y Occidentales), con la intención de ayudar a las mujeres jóvenes a adquirir conocimientos y habilidades académicas en una época en la que asistían a la escuela la mitad de mujeres que de hombres. Tatsugoro Watanabe enseñó costura, junto con habilidades académicas básicas, como lectura, escritura y matemáticas. En 1949, la escuela obtuvo el estatus de universidad y celebró su 135 aniversario en el año 2016. El lema de la universidad es "Afecto, Diligencia e Inteligencia", y data de 1951 cuando fue elegido por el expresidente Seishiro Aoki. La Universidad Kasei de Tokio mantiene su identidad como universidad de mujeres, fomentando la autonomía y promoción de la mujer en la sociedad.

## Comodidades

### Campus

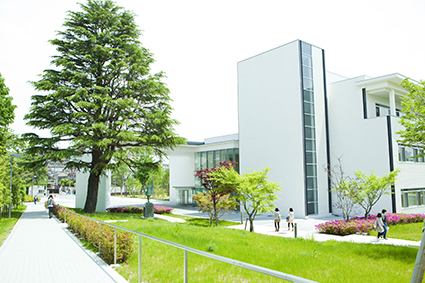
Campus de Itabashi

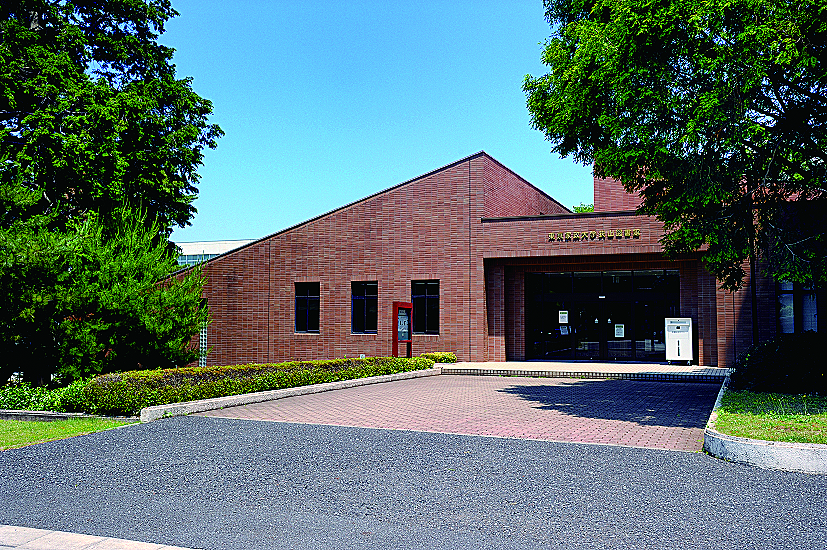
Campus de Sayama

La Universidad Kasei de Tokio tiene dos campus: uno en Itabashi, Tokio y el segundo en Sayama, prefectura de Saitama. El campus de Itabashi tiene un dormitorio disponible para los estudiantes y también contiene la biblioteca y las oficinas administrativas principales. El campus de Sayama se utiliza principalmente como sede de cursos a corto plazo diseñados para las comunidades locales, cursos en servicio para maestros locales, varios programas de educación extendida y también varias actividades extracurriculares para estudiantes regulares del campus de Itabashi.

### Biblioteca

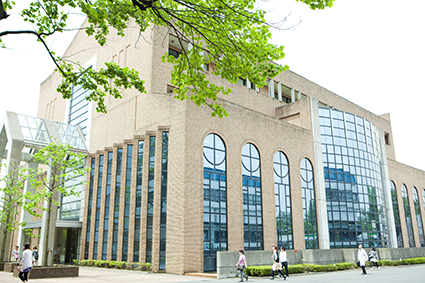
Biblioteca de la Universidad Kasei de Tokio

La biblioteca de la Universidad Kasei de Tokio contiene más de 440 000 volúmenes, en su mayoría relacionados con la economía doméstica y las humanidades. Tiene libros en japonés y en varios idiomas extranjeros, incluido el inglés. La biblioteca también brinda a los estudiantes acceso a revistas electrónicas a través del sistema informático.

### Museo
El campus de Itabashi contiene el Museo de la Universidad Kasei de Tokio, con colecciones de documentos y trajes tomados de varios períodos a lo largo de la historia japonesa. El museo también contiene trajes guatemaltecos y taiwaneses, y muñecas Wayang de Indonesia. Muchos artículos que se encuentran en el museo han sido designados como importantes bienes culturales populares tangibles del país. El museo está ubicado en el edificio del centenario y también produce su propia revista.

### Centro de Estudios Permanentes
El Centro de estudios permanentes de la Universidad Kasei de Tokio se fundó en 1997 y está disponible para los miembros de la comunidad local para la educación continua y para adultos. Hay más de 80 cursos disponibles en varios campos, incluido el aprendizaje de idiomas, la atención médica y los deportes.

### Centro de Educación Global

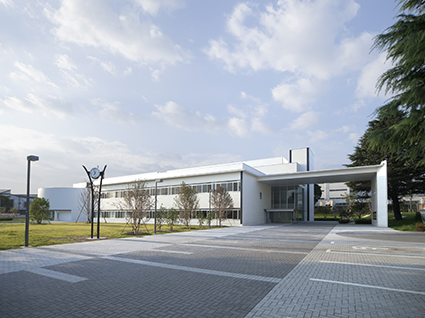
Campus de Itabashi

El Centro de Educación Global fue fundado en el año 2019 y reemplazó al Centro de Estudios Internacionales, que estuvo en funcionamiento desde 1993. El Centro de Educación Global administra los programas de educación en inglés y los asuntos internacionales de la Universidad Kasei de Tokio, la Universidad Junior Kasei de Tokio y la escuela secundaria adjunta. El Centro de Educación Global organiza estudios en el extranjero para estudiantes de la universidad, además de apoyar a los estudiantes internacionales que estudian en TKU. Mantiene relaciones con varias universidades alrededor del mundo, incluidas instituciones en los Estados Unidos, Canadá, el Reino Unido y Nueva Zelanda.

## Estructura y Organización

### Facultades
La universidad tiene cuatro facultades:
Facultad de Economía Doméstica 
- Departamento de Educación Juvenil
- Departamento de Educación Infantil
- Departamento de Alimentación y Nutrición
- Departamento de Vestuario y Vestuario
- Departamento de Ciencias Ambientales y Educación
- Departamento de Arte y Diseño

Facultad de Humanidades 
- Departamento de Comunicación en Inglés
- Departamento de Consejería Psicológica
- Departamento de Educación Social y Bienestar

Facultad de Enfermería 
- Departamento de Enfermería
- Departamento de Rehabilitación

Facultad de Estudios Infantiles 
- Departamento de Educación para el Cuidado de Niños

### Escuela de posgrado
La escuela de posgrado de la Universidad Kasei de Tokio se reorganizó en 2012 en la Escuela de Posgrado en Humanidades y Ciencias de la Vida. A través de la escuela de posgrado, los estudiantes pueden estudiar:
- Maestría en Cuidado Infantil, Educación y Ciencias
- MA Salud y Nutrición
- MA Ropa y Arte
- Maestría en Lengua y Cultura Inglesas
- Maestría en Psicología Clínica
- MA Educación y Bienestar Social.

La escuela de posgrado también ofrece un programa de doctorado en Ciencias de la Vida Humana.

### Colegio junior
El colegio universitario de la Universidad Kasei de Tokio ofrece títulos asociados de dos años en Educación Infantil y Alimentación y Nutrición.

## Perfil académico
La Universidad Kasei de Tokio ocupa el puesto 106 entre las universidades privadas y el puesto 254 entre todas las universidades de Japón, a partir de 2017.